# スーパーギャング深夜同盟
スーパーギャング深夜同盟（スーパーギャングしんやどうめい）は1989年6月5日から2002年3月23日まで青森放送（RAB）で放送されていたテレビバラエティ番組。制作：青森放送、ジャンアムジャパン。略称は、「スーパーギャング」「深夜同盟」「スパギャン深夜同盟」「スパギャン」。全666回放送。
当初は『飛び出せ!スーパーギャング』（とびだせスーパーギャング）のタイトルで、毎週月曜日24:55 - 25:25に放送されたが、翌1990年4月5日より木曜日23:55 - 24:26に移動し、上記タイトルに改題された。
なお、TBSラジオで放送された「スーパーギャング」とは無関係。

## 概要
タイトルに深夜と書かれているように、深夜の放送（最末期の2001年4月以降は、毎週土曜日24:50 - 25:20）だったが、編成上昼に放送された回もあった。
元々は青森県内各地を回り紹介していく、新しい情報番組というコンセプトで始まった（外部リンクのインタビュー記事参照）。だが、司会の「うっちゃん」演じる数々のキャラクターが受け、次第にバラエティ色が強まっていった。
放送は基本的に30分枠であったが、1993年4月17日放送分は「200回スペシャル」として通常より25分拡大して放送した。

### 番組終了後
2002年3月23日放送分をもって番組は終了したが、2004年夏に一時復活し5回限定で放送された（このとき、大塚製薬一社提供での放送だったため、提供クレジットで出演者とロケ参加者が同社商品のポカリスエットを飲むシーンが放送された）。
また、2005年11月23日（水曜日）には総集編特別番組『スパギャン懐かしSP』（タイトル表記は当時の東奥日報テレビ欄より）として、過去の番組の名シーン20本が放送された（このときの放送時間は夕方にあたる15:55 - 16:50だった）。
その後うっちゃん司会の県内でロケを行うという番組は、2006年12月に『うっちゃんの「いぎあだりばったり」』（以下、いぎばた）というミニ番組（10分枠）として復活する。

## 主な出演者

### 司会者
- うっちゃん（本名：内山千早）

初回から最終回まで出演。一貫して司会を担当。
- よっちゃん（本名：楠美義人-2004年12月28日死去）

うっちゃんとともに初回からレギュラー出演。2000年9月30日放送分（第585回）をもって降板。2002年3月16日放送分（第665回）で復活。うっちゃん・よっちゃんの特集が放送された。第1回当時の新聞番組表には、よっちゃんの本名のみ記載された。

### 司会以外の出演者
- カツラ三四十二

出演当時、番組のエンディングは必ずこの人の「なぞかけ」で締めていた。
- 歌真呂

鹿児島県出身のものまねタレント。
- しずかちゃん（本名：工藤静香〔くどう しずか〕）

2000年7月 - 2001年3月放送分にレギュラー出演（同年3月31日放送分〔第611回〕をもって降板。その後最終回にも登場した）。
1978年11月21日、青森県下北郡出身。レギュラー就任当時、青森大学に在学し、同年創立の劇団「夢遊病社」にも初代メンバーとして舞台俳優としても活動していた。2008年4月に劇団「渡辺源四郎商店（主催：畑澤聖悟」へ移籍し、現在も舞台俳優として活躍。
- ゲンスイ（本名：田邉克彦）

2001年4月より最終回までレギュラー出演。元々、2000年11月4日放送分から「伯爵KASHIRA7世元帥（はくしゃくかしらななせいげんすい）」名義で番組にたびたび登場していた。
1978年4月3日、新潟県出身。当時、しずかちゃんとともに劇団「夢遊病社」メンバー（副代表、俳優）として活動していた。番組終了後も俳優・演出家として活動（2006年春まで劇団「夢遊病社」に所属）。また、2006年11月から「サンキュー・タナベ」名義で「Big Gather!ウイニング・トゥギャザー」（FM青森で放送していた、青森市のパチンコ店「Big Gather」の情報番組）のパーソナリティを務めていた。初期の「いぎばた」に出演したこともある（うっちゃんがゲンスイの自宅を訪れた回で出演）。
- あゆちゃん（本名：降矢歩）

2001年4月より最終回までレギュラー出演。
※しずかちゃん、ゲンスイについては、こちらも参照。 - 劇団夢遊病社時代のプロフィールページ（ウェブアーカイブ）

#### 青森放送アナウンサー
- ようこちゃん（中野陽子）
- かばちゃん（上明戸華恵）

2004年の復活版でも出演
- あっこちゃん（野口亜紀子）

### 女性レギュラーについて
中野アナウンサーが退社した後は上明戸アナウンサーに引き継がれる。上明戸アナ降板後は女性アナウンサーが交代で務めた。その後、野口アナが担当する。
野口アナ退社後はしばらく女性レギュラーがいない状況で番組が進められたが、2000年7月、新レギュラーに当時現役大学生だった「しずかちゃん」を起用。2001年4月以降は「あゆちゃん」が番組を務めた。

## 主なコーナー
- ようこの診察室
- ういっちーさんのワンポイント津軽弁

「ズームイン!!朝!」の名物コーナー「ウィッキーさんのワンポイント英会話」のパロディ
- オーレおじさんの津軽弁サッカー
- うぢやまばあさん

2008年に後期高齢者医療制度のCMや広報番組でこのキャラクターが復活している。また広報番組では、かばちゃんと再共演した。
- エンペラーうぢやま
- オトッチャー
- ○○でドッカーン
- ラブリッジゲーム
- コーディネートはこうでぃね〜と
- うっちゃん&しずかちゃんのお宅訪問

2000年11月4日放送分（第590回）より放送。初回に後のレギュラー「ゲンスイ」のお宅を訪問した（後に、2006年12月放送の『いぎあだり』にも訪問）。
- 食いしん坊満腹兄弟

2001年1月13日放送分（第600回）より同年3月17日放送分（第609回）まで放送。いつも腹をすかせた兄妹、満腹太郎（兄、うっちゃん）と満腹花子（妹、しずかちゃん）が県内各地の食堂を巡り、大食いメニューに挑戦するというもの（兄妹ともに、アフロヘアーのカツラに力士風肉襦袢姿で出演していた）。花子の口癖は「兄ちゃん、ひもじいよ。ひもじいよ。」だが、兄妹ともに毎回のように完食できず、同じく苦戦している太郎に「馬鹿でねぇが（馬鹿じゃないのか）。」と突っ込まれることもあった。
- 街角名字ビンゴ

2002年1月12日放送分（第656回）に放送。街中の通行人に自分の名字を答えてもらいながら、行うビンゴゲーム企画。通行人にテーマに沿った答えを聞きながら行うビンゴ企画は、後にいぎあだりで復活する。

## 放送時間の変遷
- 1989年6月5日 - 1990年3月26日…毎週月曜日 24:55 - 25:25
- 1990年4月5日 - 1991年3月28日…毎週木曜日 23:55 - 24:26
- 1991年4月6日 - 9月28日…毎週土曜日 24:30 - 25:00
- 1991年10月5日 - 1994年3月26日…毎週土曜日 24:00 - 24:30
- 1994年4月3日 - 1997年3月30日…毎週日曜日 23:00 - 23:30

この頃、RABのキー局・日本テレビ制作による特番が入る都合上、昼に放送される回もあった（移動初回に当たる4月3日と翌週4月10日は、11:00 - 11:30に放送）。
- 1997年4月5日 - 1998年3月28日…毎週土曜日 24:26 - 24:56

元々、この時間には同じく自社制作バラエティ「Harvest」（24:26 - 25:21）が存在していたが、当番組の移動に伴い30分開始時間が繰り下がり、自社番組が二つ連なる形となった。
- 1998年4月4日 - 2000年9月30日…毎週土曜日 24:25 - 24:55
- 2000年10月7日 - 2002年3月23日…毎週土曜日 24:50 - 25:20

最終回は、25:05に放送。

## その他
- 鈴木蘭々が青森放送主催の企画イベントに出演した際に、『スーパーギャング、深夜同盟、だよーん』とタイトルコールをしてもらい一度だけ放送した。